# 格哈德·根岑

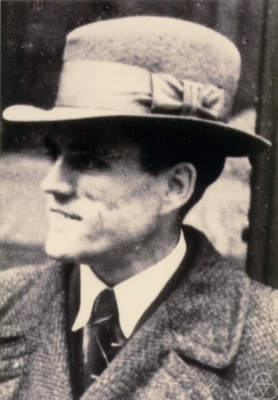
格哈德·根岑

格哈德·根岑（Gerhard Karl Erich Gentzen，1909年11月24日—1945年8月4日）是德国的数学家和逻辑学家。

## 生平
他生于德国的格赖夫斯瓦尔德，在1929年到1933年期间是赫尔曼·外尔在哥廷根大学的学生之一。在1934年到1943年間他是大卫·希尔伯特在哥廷根大学的助手。從1943年起他是布拉格大學的教授。他的主要工作是数学基础中的证明论，特别是自然演绎和相继式演算。他的切消定理是证明论语义的基石，《逻辑演绎研究》中的某些哲学评论和维特根斯坦的格言"意义是使用"一起建立了推论角色语义的基础。
他是納粹黨和沖鋒隊的成員，在1945年5月7日隨所有在布拉格的德國人一起被逮捕之后，饿死于布拉格附近的战俘营中。

## 引用
1. ↑  Gerhard Gentzen （页面存档备份，存于） at math.muni.cz

- Eckart Menzler-Trott.  Gentzens Problem: Mathematische Logik im nationalsozialistischen Deutschland.  Birkhäuser Verlag, 2001. ISBN 3-7643-6574-9.  An English translation is planned.

- M. E. Szabo.  Collected Papers of Gerhard Gentzen. North-Holland, 1969.